# Vrede van Westminster (1654)

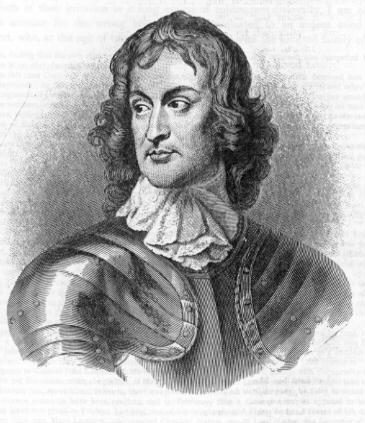
De Engelse onderhandelaar John Lambert

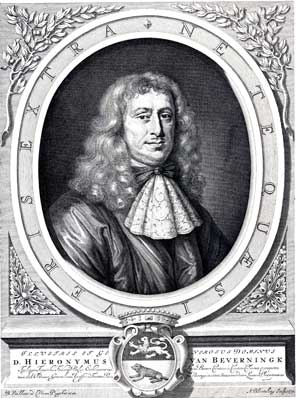
De Nederlandse gezant Hiëronymus van Beverningh

De Vrede van Westminster is een overeenkomst tussen Nederland en Engeland die is getekend op 15 april 1654 (5 april 1654 (OS) juliaanse kalender) aan het einde van de Eerste Engels-Nederlandse Oorlog die begon op 29 mei 1652.

## Oorlog
Er waren verschillende oorzaken voor de oorlog tussen de Republiek en Engeland. De belangrijkste waren:
- Handelsconcurrentie tussen beide landen.
- Wraak voor de ondersteuning door de Republiek van de afgezette Karel I van Engeland.
- Afwijzing door de Republiek van Engelse voorstellen tot de vorming van één land.

Tijdens de oorlog wist Engeland de Republiek meer schade toe te brengen dan andersom. In 1653 blokkeerde de Engelse vloot een tijd lang de Noordzee, waardoor de handel en de import van graan in Nederland stil vielen. En in de Slag bij Ter Heijde versloeg Engeland de Nederlandse vloot, waarbij Maarten Tromp sneuvelde.

## Verdrag
Door deze verliezen was de Republiek der Zeven Verenigde Nederlanden gedwongen de Engelse voorwaarden te aanvaarden.
De Akte van Navigatie (Scheepvaartwetten) van Cromwell werd door de Republiek erkend. Deze wet verbood niet-Engelse schepen om goederen van buiten Europa naar Engeland te vervoeren, en verbood bovendien drie met name genoemde landen om enig goed naar Engeland te transporteren. Deze regels waren speciaal opgesteld om de superieure handelspositie van de Nederlanden aan te tasten. Ze sloten Nederland uit van de handel met Engeland, hetgeen verklaart dat deze wet de aanleiding was geweest tot de Eerste Engels-Nederlandse Oorlog. Het Verdrag van Westminster van 1654 verviel toen het concept van territoriale wateren werd ingevoerd.
Het Verdrag van Westminster had een geheim bijvoegsel: de Akte van Seclusie, waarbij de Staten van Holland beloofden nooit de zoon van Willem II, de latere Willem III van Oranje, tot stadhouder te benoemen. Omdat er nauwe banden waren tussen de Stuarts en de Oranjes, en de Oranjes de Stuarts hadden gesteund tijden de Engelse Burgeroorlog, had Cromwell aangedrongen op deze clausule. Als leider van de staatsgezinden waren Johan de Witt en zijn oom Cornelis de Graeff de tegenstander van de Oranjes en was hij akkoord gegaan.

## Nasleep
De concurrentie tussen beide landen was met de oorlog en het verdrag nog niet opgelost. Na de restauratie van de Stuarts werd het verdrag herroepen, maar de bepalingen van de Scheepvaartwet bevestigd.
Op aandringen van de City begon Engeland kort daarna een nieuwe oorlog.